# Новоєгорівка (Луганська область)
Новоєго́рівка (до 2016 року — Свердловка) — село в Україні, у Коломийчиській сільській громаді Сватівського району Луганської області. Населення становило 6 осіб у 2024 році.

## Населення

### Мова
Розподіл населення за рідною мовою за даними перепису 2001 року:
| Мова       | Кількість | Відсоток |
| ---------- | --------- | -------- |
| українська | 101       | 94.39%   |
| російська  | 6         | 5.61%    |
| Усього     | 107       | 100%     |

## Відомі люди
- Васілевський Андрій Павлович (1906, Харківська губ., Купринський пов., Сватівська вол., с. Боголюбівка — грудень 1919, м. Тульчин, Київської губ.) — козак Армії УНР. Наймолодший з уродженців сучасної Луганщини, загиблих в лавах Армії УНР.